# 阿巴·赛亚迪·鲁马
阿巴·赛亚迪·鲁马（英語：Abba Sayyadi Ruma，1962年3月13日—），尼日利亚卡齐纳州巴萨里人，尼日利亚政治人物。2007年7月26日，鲁马被尼日利亚总统奥马鲁·亚拉杜瓦任命为联邦农业和水资源部长，任至2010年3月代理总统古德勒克·乔纳森解散内阁。阿巴·赛亚迪·鲁马担任总部设在意大利罗马的国际农业发展基金理事会主席，也曾担任联合国教育、科学及文化组织的合作部长。

## 生平
1962年3月13日，阿巴·赛亚迪·鲁马出生。他在索科托大学获得历史学学士学位，在扎里亚的艾哈迈杜贝罗大学获得国际事务和外交学硕士学位。之后他在阿布贾大学获得国际关系博士学位。毕业后他在卡齐纳州担任信息官员一职。1992年，担任卡齐纳州州长赛杜·巴尔达的特别顾问。1999年至2003年期间，鲁马担任拉斯康网络有限公司（Rascom Network Ltd）的董事长兼首席执行官，该公司是一家位于卡杜纳的咨询研究和开发公司。
鲁马此后出任卡齐纳州巴特萨里地方政府的主席，任内强烈支持人民民主党的候选人。2003年，他担任卡齐纳州政府秘书，时任州长为奥马鲁·穆萨·亚拉杜瓦。2005年，他被任命为联邦教育部的国务部长，上司是奥比亚格利·埃兹克维西里博士。2007年，当埃兹克维西里离职去世界银行工作时，他短暂代理联邦教育部长一职。
2007年，奥马鲁·穆萨·亚拉杜瓦总统任命鲁马为农业和水资源部长。鲁马被视为亚拉杜瓦最信任的同事之一。舆论一度期待亚拉杜瓦会任命鲁马为教育部长，因为鲁马曾担任过教育国务部长，并普遍认为此是改革进程的一部分。
2008年5月，鲁马否认了关于尼日利亚正在遭受粮食危机的报道，他表示目前唯一问题是大米价格骤涨。他坚持部委对化肥采取集中分配制度而非依赖私营企业的决策，并指出政府正在采取行动改善农民获得信贷的机会；他还承诺将提供更多的拖拉机等农用设施。如果形势未能缓解，政府将进口大米以缓冲成本压力。2009年7月，他在国家粮食安全宣传小组（National Food Security Advocacy Group）的一个内部圆桌会议上称，过去中间商和政客从化肥的补贴中抽走利润，而这些化肥没有及时在种植季送至农民手中，导致化肥价格暴增。
2009年11月，鲁马介绍尼日利亚政府在水稻生产领域开展新型公私合作关系，表示政府正考虑将大型私营部门经营者与农民合作团体联合起来，以实现规模经济，并为小型灌溉提供资金。政府计划投放2000亿纽币用于农民信贷，但将严格监测资金的发放情况，以确保资金流向预定的接受者。同月，尼日利亚人民民主党内部出现分隙。鲁马被视为人民民主党中的“阿布贾集团”（Abuja Group），该团体成员反对易卜拉欣·谢马连任州长；其成员包括塔尼穆·雅库布博士、参议员加尔巴·雅库布·拉多和企业家达希鲁·曼加尔，据称这些人都是亚拉杜瓦的忠实追随者。2010年3月，代理总统古德勒克·乔纳森宣布解散内阁，阿巴·赛亚迪·鲁马离职。
他的妻子是哈吉娅·拉比（Hajiya Rabi），两人有八个孩子。